# Ochodaeus deceptor
Ochodaeus deceptor es una especie de coleóptero de la familia Ochodaeidae.

## Distribución geográfica
Habita en la India.